# These Days (Rudimental)
These Days è un singolo del gruppo musicale britannico Rudimental, pubblicato il 19 gennaio 2018 come secondo estratto dal terzo album in studio Toast to Our Differences.
Il singolo si è rivelato quello di maggior successo tra quelli estratti dal disco, raggiungendo la vetta della Official Singles Chart britannica dopo aver trascorso sette settimane consecutive in seconda posizione. Nel 2019 ha inoltre trionfato ai Global Awards e agli Ivor Novello Awards come brano più trasmesso dell'anno.

## Descrizione
Il brano ha visto la partecipazione vocale dei cantanti Jess Glynne, Macklemore e Dan Caplen e affonda le proprie radici nel 2016, quando Caplen ha scritto una prima versione del brano da presentare ai Rudimental. Successivamente Caplen ha presentato il brano Macklemore nel corso del 2017 in occasione di una sessione di scrittura tra i due svoltasi a Los Angeles e infine a Glynne.

## Video musicale
Il video musicale, diretto da Johnny Valencia, è stato pubblicato il 25 gennaio 2018 attraverso il canale YouTube del gruppo e mostra Glynne e Macklemore interpretare una coppia che affronta le diverse fasi di una relazione, passando dall'entusiasmo iniziale fino alla rottura.
Esso ha ricevuto una candidatura come miglior video britannico ai BRIT Awards 2019, perdendo nei confronti di quello per Woman like Me delle Little Mix.

## Tracce
Download digitale
1. These Days (feat. Jess Glynne, Macklemore & Dan Caplen) – 3:30

Download digitale – Camelphat Remix
1. These Days (feat. Jess Glynne, Macklemore & Dan Caplen) (Camelphat Remix) – 3:06

Download digitale – Acoustic
1. These Days (feat. Jess Glynne, Macklemore & Dan Caplen) (Acoustic) – 3:32

Download digitale – R3hab Remix
1. These Days (feat. Jess Glynne, Macklemore & Dan Caplen) (R3hab Remix) – 2:07

Download digitale – Remix EP
1. These Days (feat. Jess Glynne, Macklemore & Dan Caplen) (AJR Remix) – 3:51
2. These Days (feat. Jess Glynne, Macklemore & Dan Caplen) (R3hab Remix) – 2:07
3. These Days (feat. Jess Glynne, Macklemore & Dan Caplen) (GRiZ Remix) – 3:56
4. These Days (feat. Jess Glynne, Macklemore & Dan Caplen) (NEIKED Remix) – 3:22
5. These Days (feat. Jess Glynne, Macklemore & Dan Caplen) (Camelphat Remix) – 3:06

Download digitale – Live from Abbey Road Studios
1. These Days (feat. Jess Glynne, Macklemore & Dan Caplen) (Live from Abbey Road Studios) – 3:40

Download digitale – Mr Jukes Remix
1. These Days (feat. Jess Glynne, Macklemore & Dan Caplen) (Mr Jukes Remix) – 4:26

Download digitale – Rudimental VIP
1. These Days (feat. Jess Glynne, Macklemore & Dan Caplen) (Rudimental VIP) – 2:57

Download digitale – DJ Premier Remix
1. These Days (feat. Jess Glynne, Macklemore & Dan Caplen) (DJ Premier Remix) – 3:43

## Classifiche

### Classifiche settimanali
| Classifica (2018) | Posizione massima |
| ----------------- | ----------------- |
| Australia         | 2                 |
| Austria           | 1                 |
| Belgio (Fiandre)  | 3                 |
| Belgio (Vallonia) | 4                 |
| Canada            | 31                |
| Danimarca         | 3                 |
| Francia           | 15                |
| Germania          | 3                 |
| Grecia            | 14                |
| Irlanda           | 2                 |
| Italia            | 4                 |
| Lussemburgo       | 3                 |
| Norvegia          | 1                 |
| Nuova Zelanda     | 4                 |
| Paesi Bassi       | 10                |
| Regno Unito       | 1                 |
| Repubblica Ceca   | 2                 |
| Slovacchia        | 2                 |
| Slovenia          | 1                 |
| Spagna            | 28                |
| Stati Uniti       | 105               |
| Svezia            | 2                 |
| Svizzera          | 2                 |
| Ungheria          | 5                 |

### Classifiche di fine anno
| Classifica (2018) | Posizione |
| ----------------- | --------- |
| Islanda           | 4         |